# Jerzy Chromik
Jerzy Chromik (Mysłowice, 6 maggio 1931 – Katowice, 20 agosto 1987) è stato un siepista e mezzofondista polacco.

## Palmarès

### Europei
- 1 medaglia:
  - 1 oro (Stoccolma 1958 nei 3000 metri siepi)